# José Pardo y Aliaga
José Pardo y Aliaga (Lima, 28 de mayo de 1820 - Chorrillos, 12 de marzo de 1877) fue un diplomático y poeta peruano.

## Biografía
Hijo del magistrado gallego Manuel Pardo Ribadeneira (oidor de la Real Audiencia de Lima y regente de la del Cuzco) y la limeña Mariana de Aliaga y Borda.  Hermano menor del escritor y político Felipe Pardo y Aliaga.
Nació en Lima en 1820, pero cuando se proclamó la independencia del Perú en 1821, su familia se trasladó a España. Allí, junto con su hermano Felipe, estudió bajo la dirección de Alberto Lista en el Colegio de San Mateo. Los dos hermanos, junto con Juan de la Pezuela y Manuel María del Mazo, fueron los únicos cuatro limeños educados por Lista.
Ya mayor de edad, regresó al Perú, al igual que su hermano Felipe. Ambos se pusieron al servicio del gobierno de Manuel Ignacio de Vivanco, conocido como el Directorio (1843). Cultivó la poesía y frecuentó las tertulias literarias, donde improvisó algunas estrofas humorísticas. Algunas de sus composiciones, de elaborada métrica clásica, aparecieron en publicaciones periódicas.
En 1849, durante el primer gobierno de Ramón Castilla, fue acreditado en Chile como encargado de negocios. En 1852, ya bajo el gobierno de José Rufino Echenique, fue elevado al rango de ministro plenipotenciario. Cesó en dicho cargo en 1855, pero decidió permanecer en Santiago de Chile. Durante su estancia en dicho país, ganó un concurso literario, a mérito de su oda «A la independencia de América» (1859).
Entre 1863 y 1864, fue secretario de Manuel Ignacio de Vivanco, entonces ministro plenipotenciario en Chile.
Durante la dictadura del general Mariano Ignacio Prado, ejerció nuevamente  como ministro plenipotenciario en Chile (1866-1868). Ocupó el mismo cargo durante el gobierno de su sobrino Manuel Pardo y Lavalle (1873).
A principios de 1877, tras 27 años de ausencia, regresó al Perú para visitar a Manuel Pardo, que acababa de finalizar su gobierno. El repentino cambio de clima afectó su salud y falleció dos meses después.
Contrajo matrimonio con la chilena Josefa Correa y Toro, hija de Juan de Dios Correa de Saa. Uno de sus hijos, Manuel Pardo Correa, se casó con María Teresa Lynch Borgoño, hija del coronel Patricio Lynch.

## Obra poética
A decir de Alberto Tauro del Pino, sus composiciones poéticas revelan «soltura e ingenio». Luis Alberto Sánchez señala que es «autor de varias hermosas y bien cortadas composiciones, dentro de la misma tendencia clásica de [su hermano] Felipe».
Además de su oda «A la independencia de América», con la que ganó un premio en Chile, en las antologías se recuerda su composición «La carta», escrita en versos de pie quebrado, octosílabos y tetrasílabos, distribuidos en estrofas de 22 líneas cada uno.